# Quinchicoto

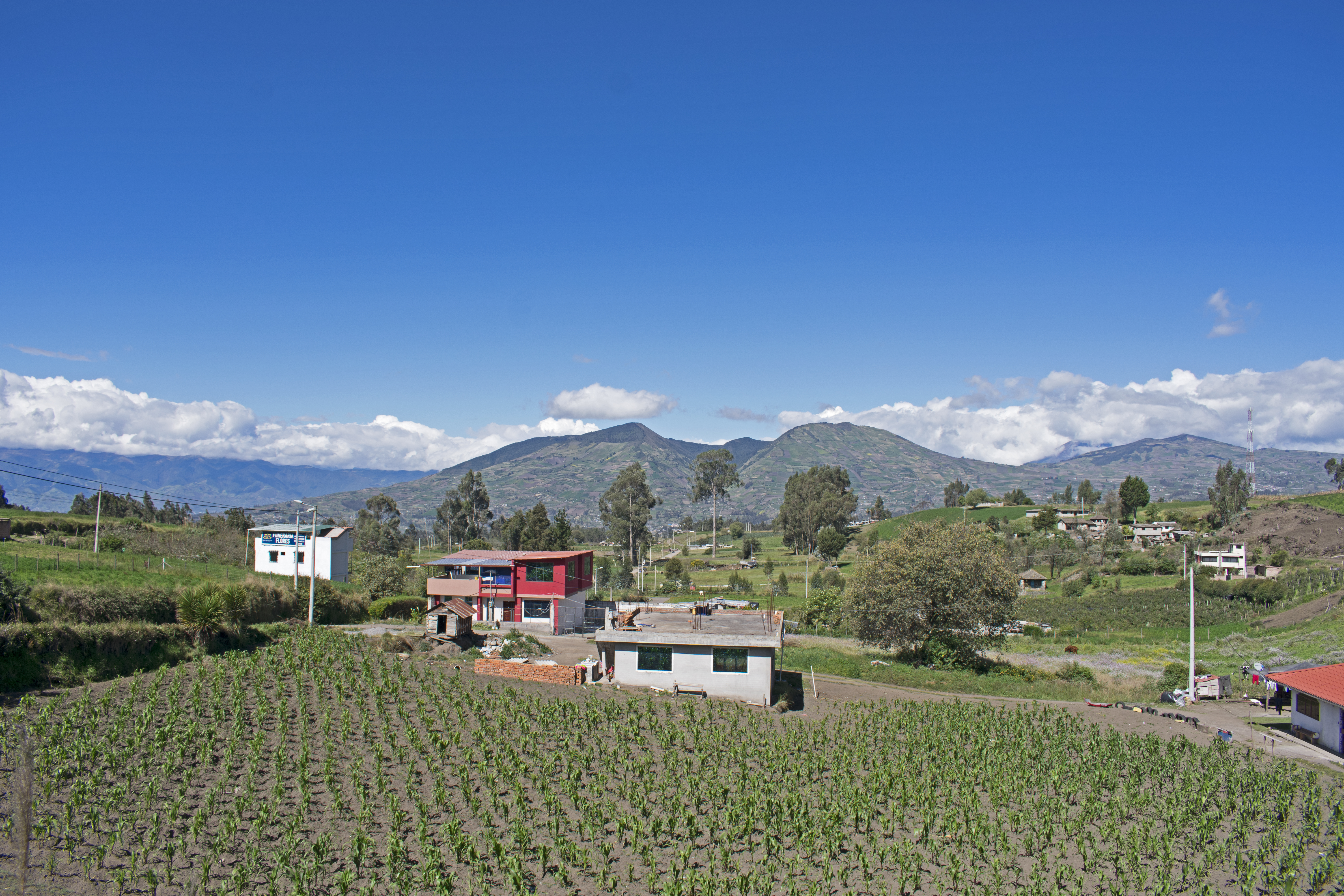
Quinchicoto neben A34

Quinchicoto ist eine Ortschaft und eine Parroquia rural („ländliches Kirchspiel“) im Kanton Tisaleo der ecuadorianischen Provinz Tungurahua. Die Parroquia besitzt eine Fläche von 29 km². Die Einwohnerzahl lag im Jahr 2010 bei 1306. Die Parroquia wurde am 13. April 1992 gegründet.

## Lage
Die Parroquia Quinchicoto liegt im Anden-Hochtal von Zentral-Ecuador im Südwesten der Provinz Tungurahua. Quinchicoto  befindet sich 4,4 km südsüdöstlich vom Kantonshauptort Tisaleo sowie 15 km südsüdwestlich der Provinzhauptstadt Ambato. Der 3320 m hoch gelegene Ort liegt am Ostfuß des 3988 m hohen Cerro Puñalica. Die Fernstraße E35 (Ambato–Riobamba) führt an Quinchicoto vorbei. Die Parroquia erstreckt sich über die Nordostflanke des 5018 m hohen Vulkans Carihuairazo und reicht im Westen bis nahe an dessen Gipfel.
Die Parroquia Quinchicoto umfasst den Westen und Süden des Kantons Tisaleo. Sie grenzt im Osten und im Süden an die Parroquia Mocha (Kanton Mocha), im äußersten Westen an die Parroquia Pilahuín (Kanton Ambato), im Nordwesten an die Parroquias Juan Benigno Vela und Santa Rosa (beide im Kanton Ambato) sowie im Norden an die Parroquia Tisaleo.